# Dobromierz (województwo dolnośląskie)
Dobromierz (niem. Hohenfriedeberg) – wieś w Polsce położona w województwie dolnośląskim, w powiecie świdnickim, w gminie Dobromierz. Siedziba gminy Dobromierz. 
W latach 1409–1945 samodzielne miasto. W 1946 r. wieś została włączona administracyjnie do nowo powstałego województwa wrocławskiego tracąc status miasta, a niemieckojęzyczna ludność została wysiedlona.
W latach 1954–1972 wieś należała i była siedzibą władz gromady Dobromierz. W latach 1945–1947 miejscowość była nazywana Górą Pokoju oraz Wysoką Górą Pokoju. W latach 1975–1998 miejscowość administracyjnie należała do województwa wałbrzyskiego. 
| SIMC    | Nazwa    | Rodzaj     |
| ------- | -------- | ---------- |
| 0852039 | Bronówek | przysiółek |
| 0852045 | Serwinów | przysiółek |

## Położenie
Atrakcyjność turystyczną miejscowość zawdzięcza swemu położeniu na Przedgórzu Sudeckim, w prowincji Masywu Czeskiego pomiędzy Pogórzem Kaczawskim, Górami Wałbrzyskimi a Równiną Wrocławską. W sąsiedztwie wsi znajduje się zbiornik retencyjny na Strzegomce. Położona jest przy drodze krajowej nr 5 i drodze krajowej nr 34.
Gmina Dobromierz charakteryzuje się wyjątkowo malowniczymi terenami, które rozciągają się od sztucznego zbiornika wody pitnej po południowe obszary gminy, obejmujące otulinę Książańskiego Parku Krajobrazowego. Znajdujące się na jej terenie liczne zespoły pałacowo-parkowe oraz zabytkowe kościoły w istotny sposób podnoszą walory turystyczne i krajobrazowe gminy.
Teren gminy obfituje również w cenne przyrodniczo zasoby – występują tu liczne chronione i rzadkie gatunki roślin i zwierząt. Do najbardziej charakterystycznych roślin należą m.in. dziewięćsił bezłodygowy, kukułka bzowa oraz storczyk męski. Wśród rzadkich gatunków zwierząt warto wymienić mopka (gatunek nietoperza), rzekotkę drzewną, bobra, wydrę, gniewosza plamistego oraz przepiórkę.

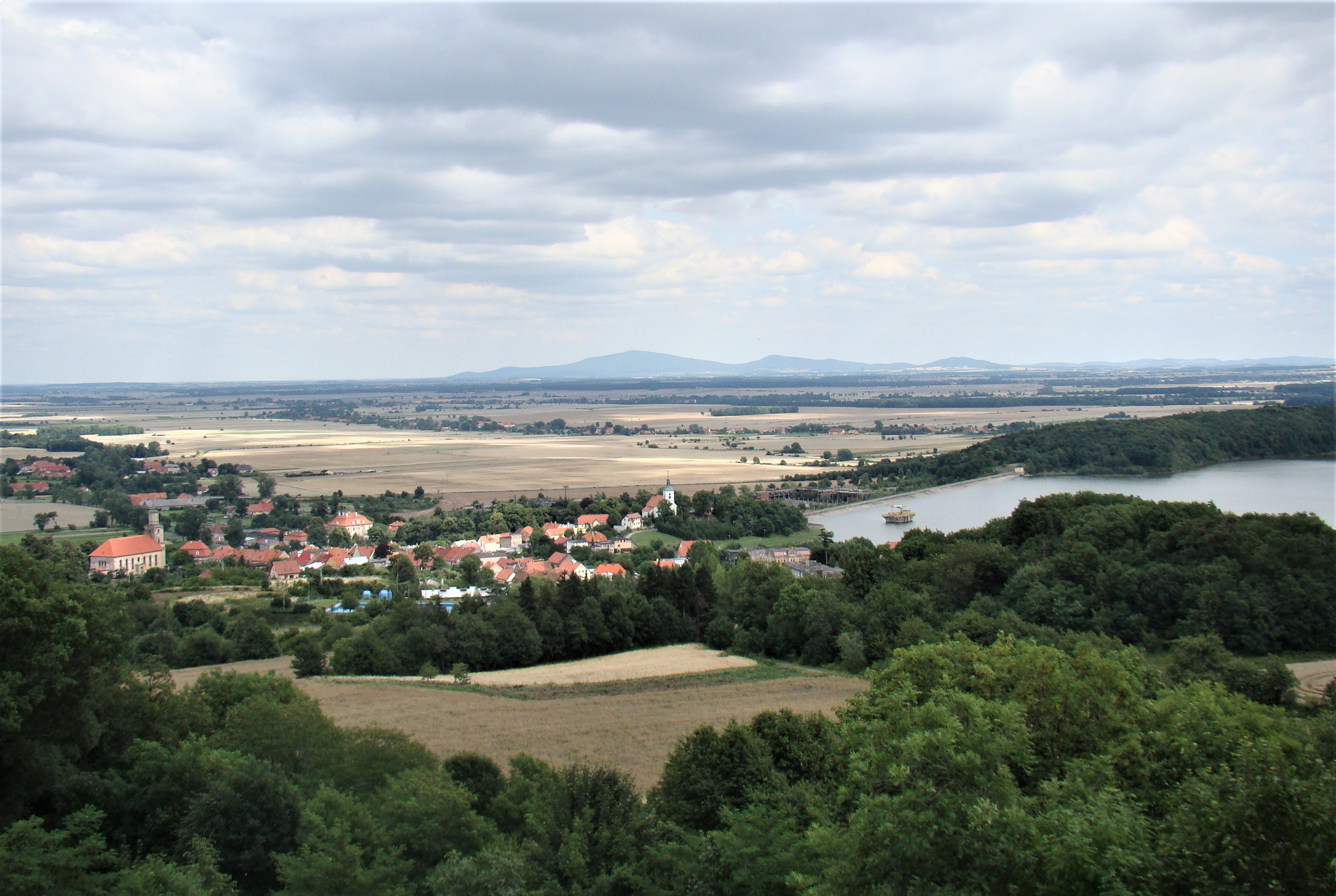
Panorama Dobromierza

## Legenda założycielska i pierwotna nazwa
Legenda głosi, że miasto założyli dwaj bracia szlacheckiego rodu, którzy byli ze sobą skłóceni przez około 6 lat. Na znak zawartego pokoju, na górze, koło grodu, zbudowali miasto, które nazwali Wysoką Górą Pokoju (Hohenfriedeberg).

## Symbole miejscowości

Herb Dobromierza

Herb Dobromierza – jego obecny wygląd nawiązuje do dawnego herbu, który został nadany miejscowości w 1409 roku. Został przyjęty przez Radę Gminy w dniu 11 marca 2003. Przedstawia on na tarczy w polu błękitnym dwie złote litery „W”, a pomiędzy nimi złotą strzałę. Litera W nawiązuje najprawdopodobniej do króla Wacława IV.
Wieża widokowa na Wieżycy (395 m n.p.m.) – wieża-pomnik została wzniesiona z okazji stulecia bitwy pod Dobromierzem. 

## Historia
Gmina Dobromierz znajduje się w całości na ziemiach dawnej tzw. Trzebowii – ziemi plemiennej Trzebowian.
Pierwsza wzmianka o Dobromierzu pochodzi z 1277 r. W średniowieczu miasto wchodziło w skład dóbr należących do pobliskiego zamku Cisy. W 1409 r. król Czech Wacław IV Luksemburski nadał ówczesnemu Friedebergowi prawa miejskie oraz herb, który przedstawiał dwie złote litery W przedzielone złotą strzałą ze załamanym grotem na niebieskim tle. W roku 1613 śląski regionalista i historyk Mikołaj Henel z Prudnika wymienił miejscowość w swoim dziele o geografii Śląska pt. Silesiographia podając jej łacińską nazwę: Frideberga.
4 czerwca 1745 pod Dobromierzem została stoczona jedna z największych bitew w wojnie o sukcesję austriacką, w której wojska pruskie dowodzone przez króla Prus Fryderyka II Wielkiego odniosły zwycięstwo nad wojskami koalicji austriacko-saskiej pod dowództwem Karola Lotaryńskiego. W 1827 miał miejsce wielki pożar, który zniszczył większą część zabudowy.
W 1909 r. został oddany do użytku nowy ratusz.

### Kalendarium
- VIII – IX wiek – istnienie grodziska
- 1277 – pierwsza wzmianka o miejscowości
- 1289 – 1317 – budowa kościoła pw. św. Michała
- 1307 – powstanie samodzielnej parafii
- 1313 – 1317 – rozbudowa osady
- 1409 – nadanie praw miejskich przez Wacława IV
- 1501 – 1524 – Dobromierz w rękach hrabiego Nickela von Kotuliński
- 1541 – nadanie przez króla Ferdynanda I łaski na dodatkowy targ w roku (długi targ)
- 1583 – 1600 – miejscowość przechodzi na własność Melchora von Schellendorfa
- 1602 – pożar
- 1600 – ok. 1616 – pobyt w mieście Franza von Zedlich
- około 1616 – 1716 – miasto przechodzi na własność rodu von Schellendorf
- 1654 – pożar
- 1654 – poświęcenie nowo przebudowanego murowanego kościoła
- 10.04.1683 – wielki pożar (oprócz kościoła, plebanii i pięciu domów spłonęło całe miasto);
- 13.05.1710 – w pożarze palą się 74 domy (po nim następuje przebudowa urbanistyczna miasta)
- 1711 – budowa ratusza
- 1716 – 1743 – majątek wykupuje Ferdynand von Nimptch
- 1727 - zakończono budowę pałacu
- 1728 – hrabia von Nimptch ufundował pomnik św. Jana Nepomucena
- 1743 – 1789 – majątek w rękach hrabiego von Sternberg
- 04.06.1745 – bitwa pod Dobromierzem
- 1755 – w pożarze spaliło się 6 domów
- 1793 – wybudowano szpital
- 1792 – założenie apteki
- 1789 – majątki Szymanów i Dobromierz wykupuje baron von Seherr-Thosh (ród pozostaje tutaj do 1945 r.)
- 1797 – do kościoła pw. św. Michała dobudowano wieżę
- 13.06.1804 – duża powódź
- 1806/1807 – w miejscowości kwaterują wojska napoleońskie
- 15.05.1807 – przemarsz wojsk Legii Nadwiślańskiej – bitwa pod Strugą
- 1809 – wybrano po raz pierwszy burmistrza
- 1811 – w budynku szkoły powstaje ratusz
- 03.01.1827 – pożar (spłonęło 20 domów w tym Ewangelicki Dom Modlitw)
- 1828 – 1832 – budowa kościoła Ewangelickiego (dzisiejszy kościół pw. św. Piotra)
- 1835 – doprowadzono drewnianą rurą wodę, ze studni spod Wieżycy do rynku
- 1839 – uruchomiono w miejscowości ekspedycję pocztową
- 1845 – rozpoczęto budowę pomnika bitwy pod Dobromierzem, który był jednocześnie wieżą widokową
- 1852 – wybudowano drogę Świebodzice – Bolków
- 06.1852 – wizyta króla Fryderyka Wilhelma IV
- 21.09.1864 – urodził się w Dobromierzu pisarz Fiodor Sommer
- 1892 – doprowadzono wodę do budynków na zachodniej stronie rynku i na ulicę Kościelną
- 1892 – wybudowano baseny
- 1909 – oddano do użytku nowo wybudowany ratusz
- 1929 – wybudowano wieżę ciśnień skąd woda popłynęła do wszystkich domów
- 16.06.1930 – zmarł Fiodor Sommer – pochowano go w krypcie na cmentarzu
- 1932 – po 114 latach funkcjonowania rozwiązano powiat Bolków
- 1933 – Dobromierz i okolice w powiecie Jawor
- 1939 – w wewnętrznej reformie administracyjnej dołączono do Dobromierza Serwinów i Bronówek
- 1945 – po 536 latach Dobromierz traci prawa miejskie
- 1948 – zmiana nazwy miejscowości z Wysokiej Góry na Dobromierz[12]
- 2000 – wzniesienie w miejscowości krzyża milienijnego[13]
- 17.06.2009 – obchody 700-lecia ustanowienia parafii i wizyta Sekretarza Stanu Stolicy Apostolskiej Kardynała Tarcisio Bertone[14]

### Liczba ludności w ujęciu historycznym
| Rok  | Mieszkańcy | Źródło |
| ---- | ---------- | ------ |
| 1619 | 622        | [ 15 ] |
| 1756 | 451        | [ 15 ] |
| 1776 | 443        | [ 15 ] |
| 1785 | 464        | [ 15 ] |
| 1787 | 454        | [ 15 ] |
| 1830 | 636        | [ 15 ] |
| 1845 | 686        | [ 15 ] |
| 1933 | 659        | [ 16 ] |
| 1939 | 1095       | [ 16 ] |

## Zabytki

### Rejestr wojewódzki
Do wojewódzkiego rejestru zabytków wpisane są:
- obręb staromiejski, z 1409 r.
- kościół parafialny pw. św. Michała Archanioła, późnogotycki, przebudowany w XVIII wieku (m.in. dobudowa wieża)
- cmentarz rodu von Mutius, m.in. z płytą grobową Carla von Mutius zawierającą herb rodowy[18]
- kościół ewangelicki, obecnie rzymskokatolicki pomocniczy pw. św. Piotra i Pawła, klasycystyczny, wybudowany w latach 1828–1832 wg projektu Karla Friedricha Schinkela.
- plebania, ul. Cmentarna 8, z XVIII w., XIX w.
- zespół pałacowy i folwarczny:
  - pałac w Dobromierzu, barokowy, z około 1727 r., przebudowany w stylu klasycystycznym w XIX w.
  - park, z pierwszej z połowy XVIII w., XIX w.
  - folwark
    - dwie oficyny mieszkalne, z około 1727 r., XIX w.
    - wozownia, z pierwszej połowy XVIII w.
    - stajnia, z około 1727 r.
    - pięć bram, z pierwszej połowy XVIII w.
    - ogrody gospodarcze (teren dawnych ogrodów i dziedzińca)
- dom, ul. Cmentarna 2, z XVIII w.
- domy, ul. Kościelna 1, 5, 6, 7, 8, z XIX w.
- domy, ul. Wolności 2, 5, 7, 18, z XIX w.

### Pomniki
- Rzeźba św. Jana Nepomucena, 1728 r., autorstwa Georga Leonharda Webera[19]
- Rzeźby dzieci z instrumentami na terenie zespołu pałacowego
- Rzeźba ze śpiącym małym dzieckiem, 1792 r.[20]
- Pomnik poległych w I wojnie światowej[21]
- Krzyż milenijny[22]
- Pomnik Jana Pawła II
- Pomnik 100 lecia odzyskania niepodległosci 1918-2018[23]

## Kultura
W miejscowości ma swoją siedzibę Gminny Ośrodek Kultury, Sportu i Rekreacji, który realizuje zadania w dziedzinach wychowania, edukacji i upowszechniania kultury. W miejscowości znajduje się również Gminna Biblioteka Publiczna.
W Dobromierzu cyklicznie odbywają się DobroBlues Festival - festiwal muzyki bluesowej, oraz organizowane przez lokalną parafię coroczne koncerty kolęd i pastorałek z udziałem cenionych polskich wokalistów. Ponadto mają tutaj miejsce pikniki historyczne „Śladem Fryderyka II”.
Od 2005 roku w Dobromierzu działa zespół folklorystyczny "Dobromierzanie".

### Literatura
Miejscowość i jej mieszkańcy zostali ukazani w powieści autorstwa Fedora Sommera pt. "W Leśnym Młynie" (1902).

### Film
Po raz pierwszy miejscowość została ukazana w filmie "...droga daleka przed nami..." (1979), reż. Władysław Ślesicki. Dobromierz został głównym miejscem akcji filmu "Maraton tańca" (2011), reż. Magdalena Łazarkiewicz, a plenery wykonane w miejscowości były wykorzystane również w takich filmach jak "Republika dzieci" (2021), reż. Jan Jakub Kolski oraz "Misja Ulji Funk" (2021), reż. Barbara Kronenberg.

## Oświata
W miejscowości znajduje się szkoła podstawowa im. Jana Brzechwy. Już w XVII wieku działały tutaj dwie szkoły, katolicka (przy ul. Cmentarnej) i ewangelicka (w ratuszu, a potem na plebanii przy ul. Kościelnej). W 1940 roku z obu placówek uczyniono czteroklasową szkołę powszechną. W okresie powojennym szkoła nie posiadała własnego budynku. W latach 1948–1954 zajęcia odbywału się w Pałacu. Od 1960 roku szkoła mieści się w budynku na ulicy Podgórnej.
Od 2019 roku na terenie Dobromierza działa Uniwersytet Trzeciego Wieku.

## Sport
Miejscowość posiada podstawową infrastukturę sportową:
- hala sportowa (przy budynku szkoły podstawowej)
- boisko do gry w piłkę siatkową
- boisko do gry w piłkę nożną
- kompleks basenów odkrytych
- siłownia na świeżym powietrzu w przypałacowym parku[35]

## Turystyka
Krajobrazowo-przyrodnicze walory miejscowości są związane ze zbiornikiem "Dobromierz", który jest położony w przylegającej do miejscowości otulinie Książańskiego Parku Krajobrazowego.
W miejscowości znajduje się Centrum Turystyczne Granitowego Szlaku.

### Szlaki turystyczne
- Szlak Zamków Piastowskich o długości 146 km, jest to szlak pieszy, górski, rozpoczyna się w Grodnie, a kończy w Grodźcu, przebiega przez Dobromierz i Kłaczynę.
- Szlak Ułanów Legii Nadwiślańskiej o długości 53,3 km, jest to szlak pieszy, górski, rozpoczynający się w Strzegomiu, wędrujący przez Dobromierz i Pietrzyków do Świdnicy.

### Wyróżnienia i nagrody
Zalew w Dobromierzu wygrał plebiscyt "TOP5 najładniejszych dolnośląskich stawów, jezior i akwenów".
Wieża widokowa na Wieżycy została z kolei uznana za ulubioną wieżę Dolnoślązaków.

## Gospodarka
Gmina Dobromierz od lat plasuje się wysoko w rankingach magazynu „Wspólnota”, który bada najbogatsze samorządy Polsce. W 2023 roku gmina znalzała się na 128. miejscu, zaś w 2022 na 180. miejscu.
Na terenie miejscowości funkcjonują firmy: Elan Art Metal, SANMAR Tartak Dobromierz oraz Mar-Granit.

### Wałbrzyska Specjalna Strefa Eekonomiczna podstrefa Dobromierz
W Dobromierzu trawają prace nad stworzeniem podstrefy Wałbrzyskiej Specjalnej Strefy Ekonomicznej, w której będą się mieścić: centrum e-commerce Amazon i fabryka pomp ciepła Bosch. 4 października 2023 roku, w ramach Programu Inwestycji Strategicznych rządowego funduszu Polski Ład gminie Dobromierz przyznano dofinansowanie w wysokości 99 mln złotych z przeznaczeniem na budowę niezbędnej infrastruktury.

## Transport
Miejscowość ma bezpośrednie połączenia autobusowe ze Świebodzicami i Świdnicą, oraz Kamienną Górą, Bolkowem, Strzegomiem i Wrocławiem. W ostatnich latach jest planowane uruchomienie linii autobusowej łączącej miejscowość z Wałbrzychem.

## Galeria zdjęć

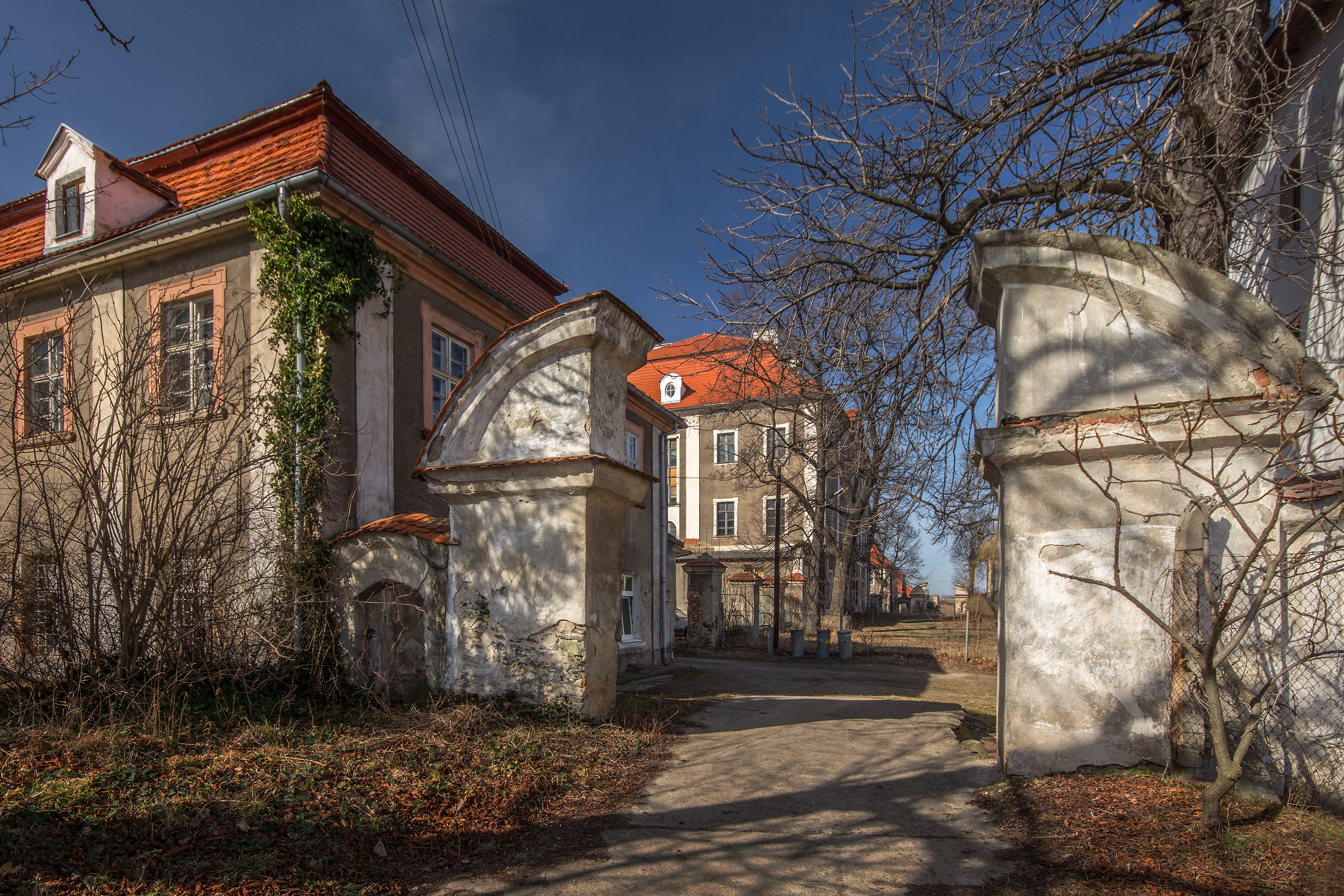
Pałac w Dobromierzu
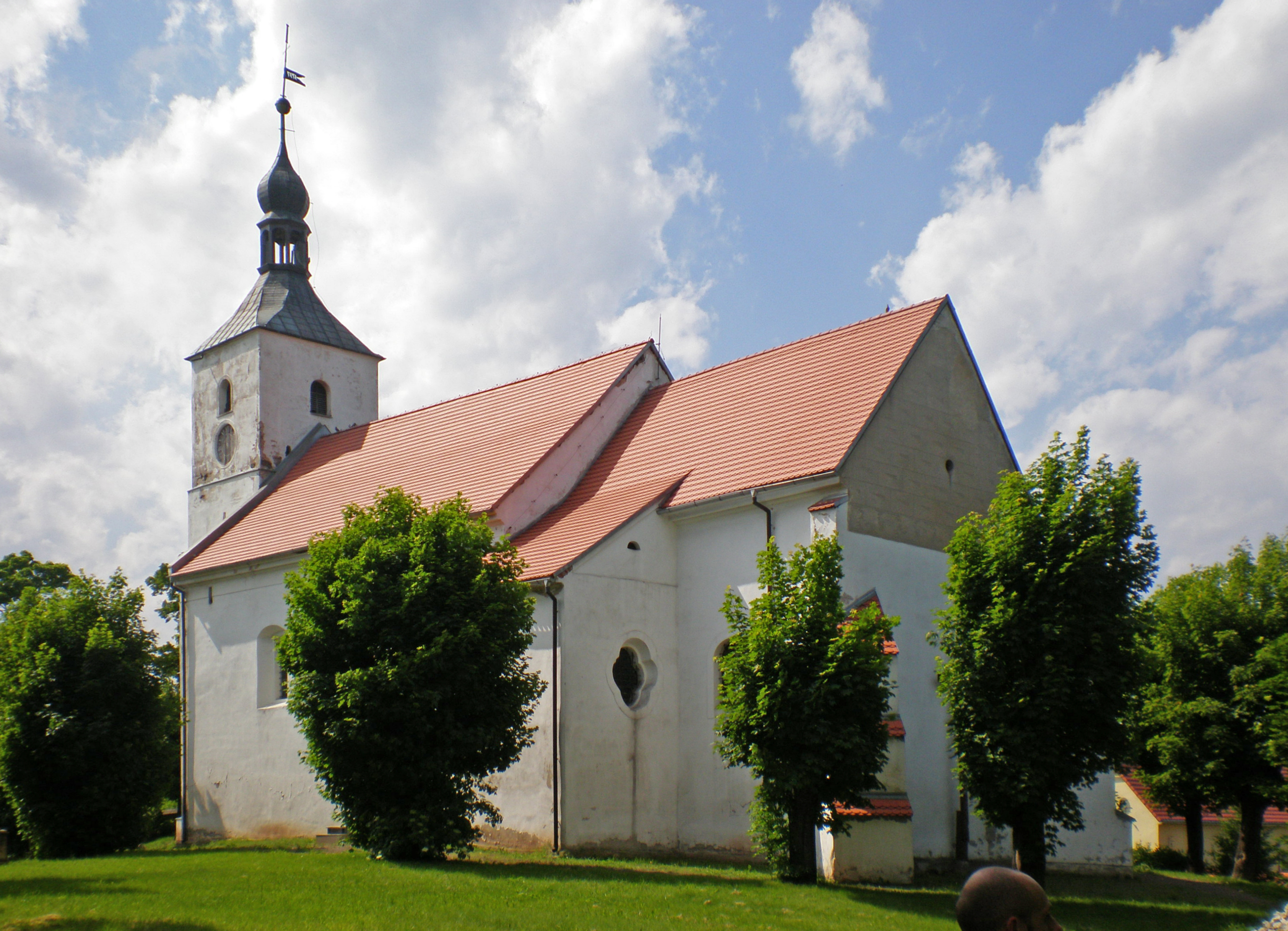
Kościół pw. św. Michała Archanioła
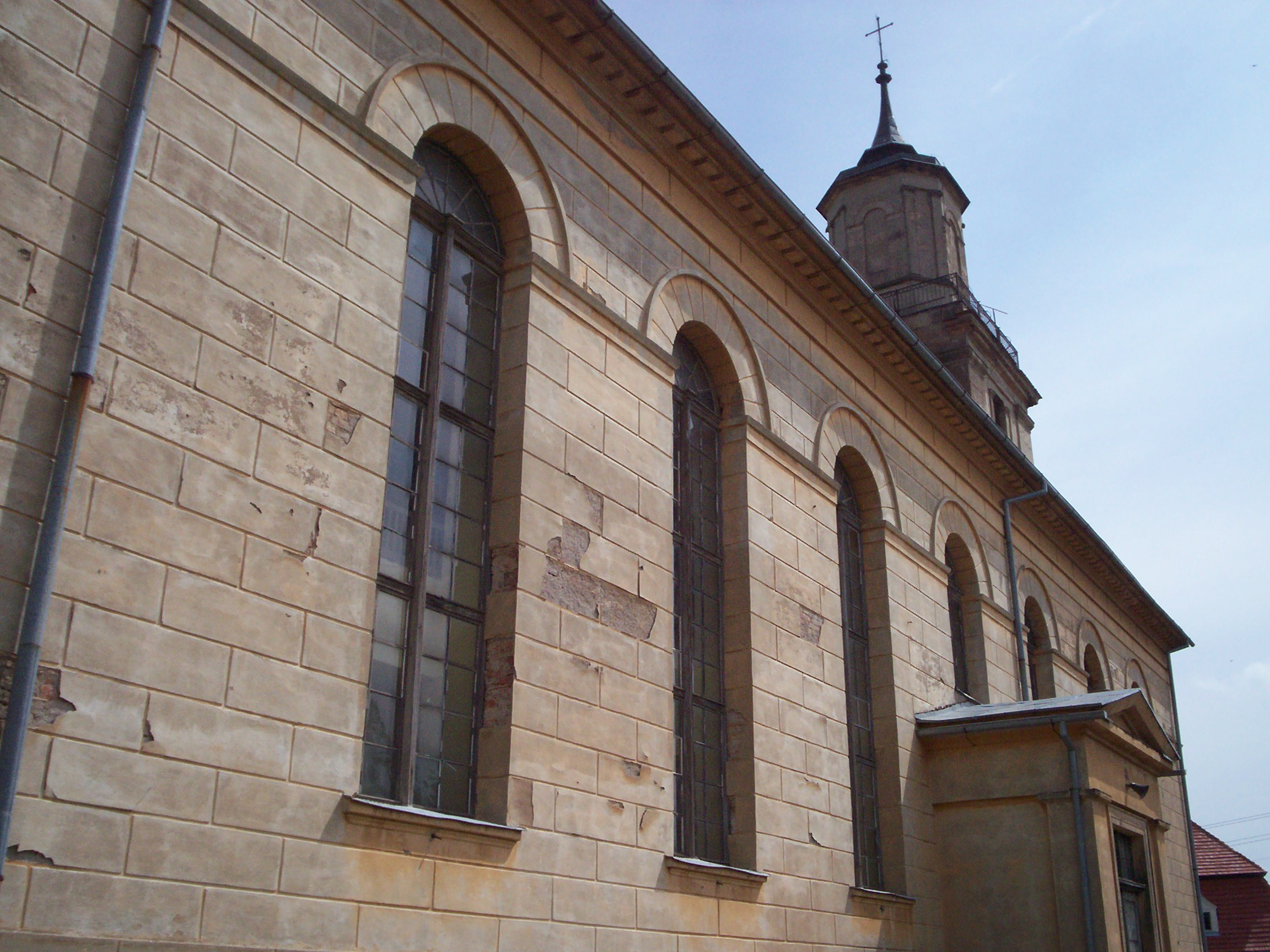
Kościół pw. św. Piotra i Pawła
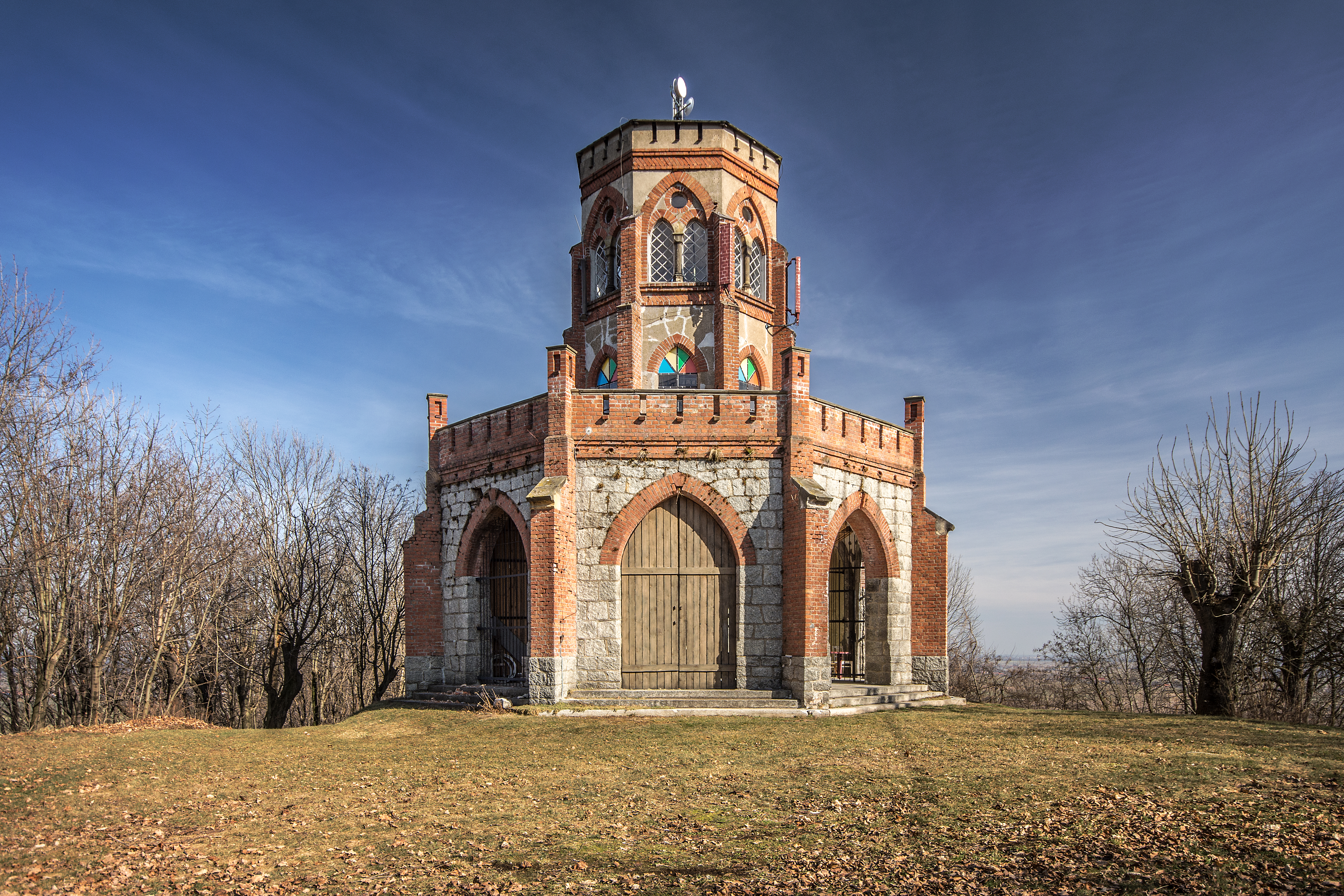
Wieża widokowa na Wieżycy
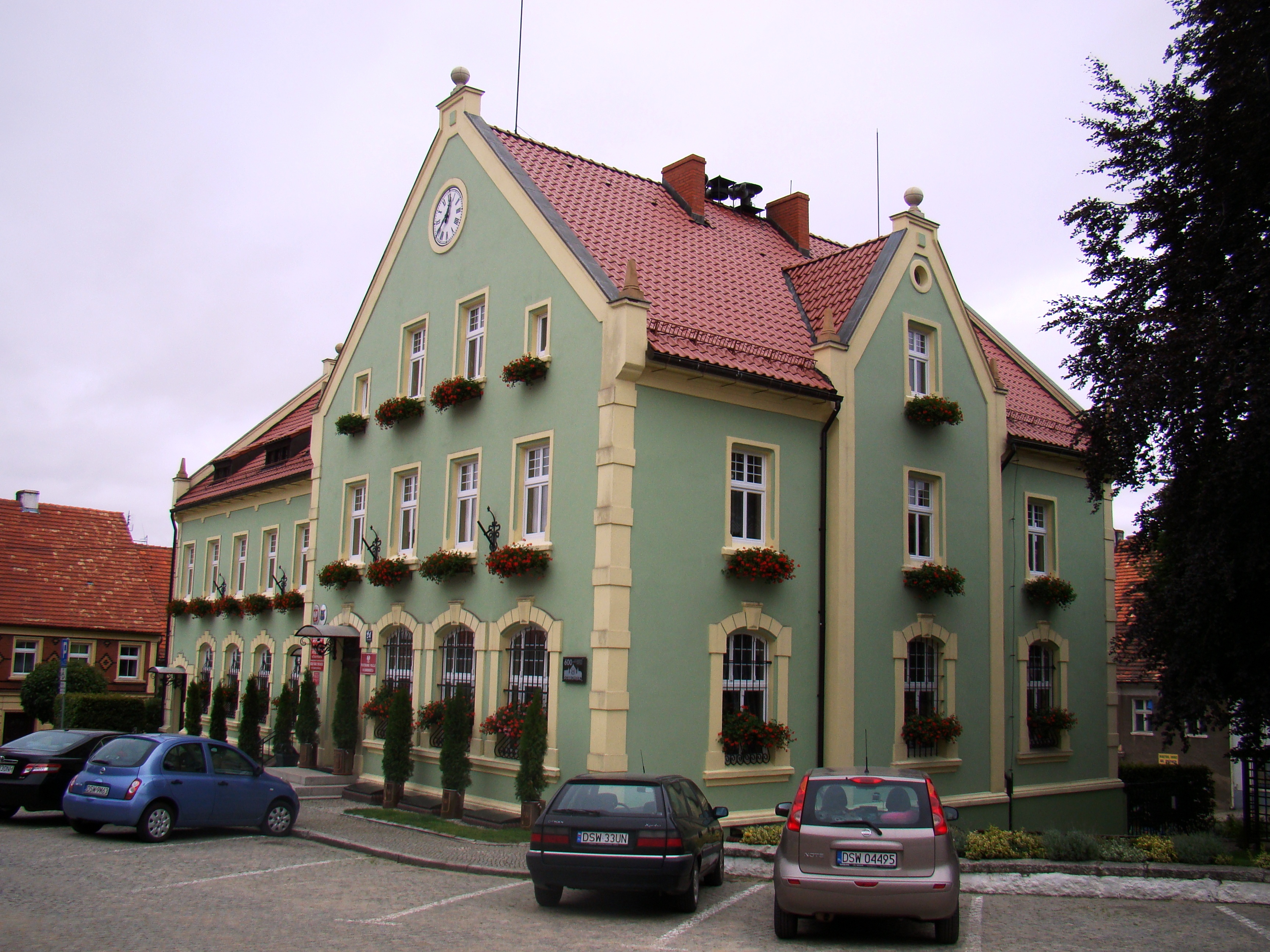
Urząd Gminy
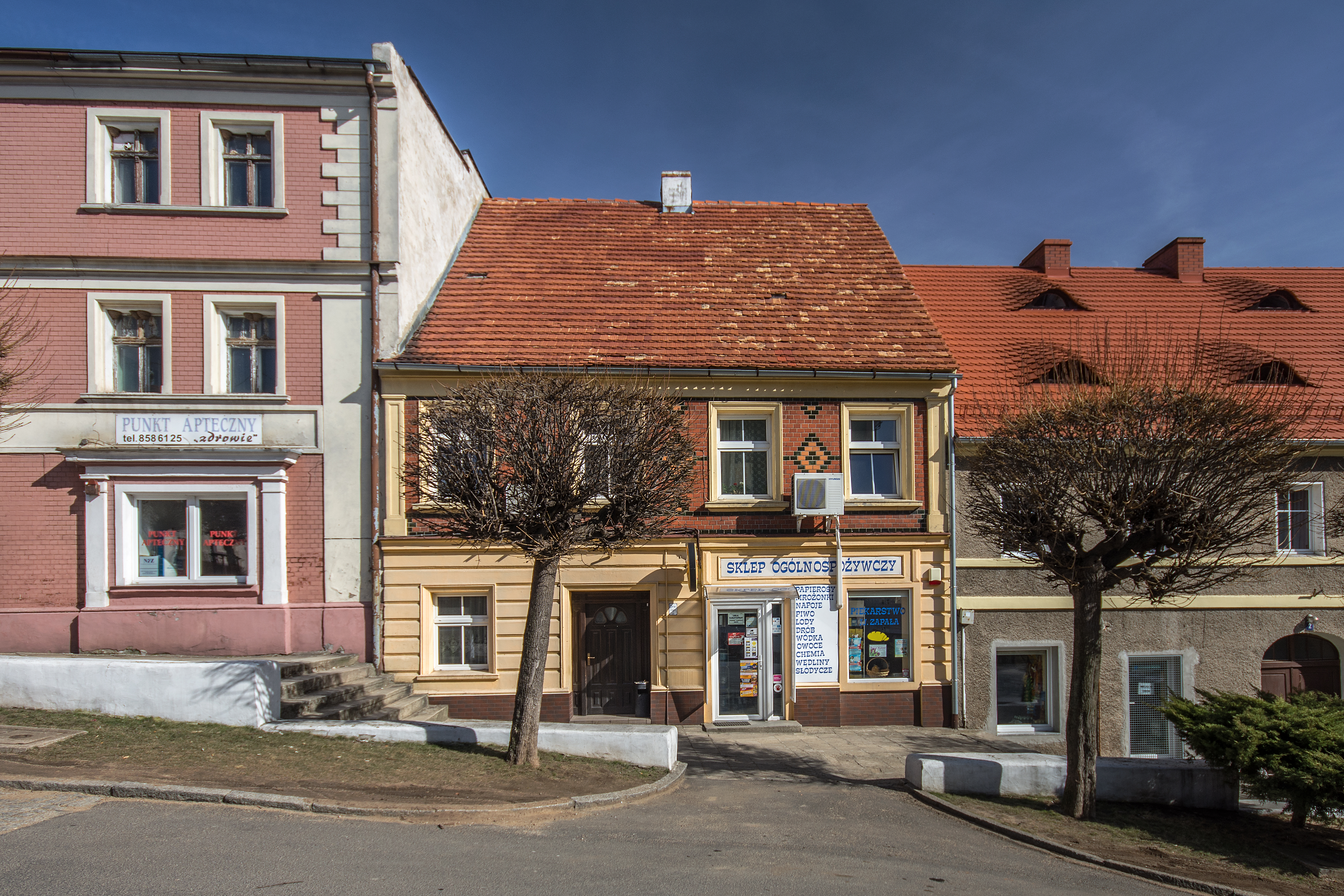
Fragment zabudowy rynku
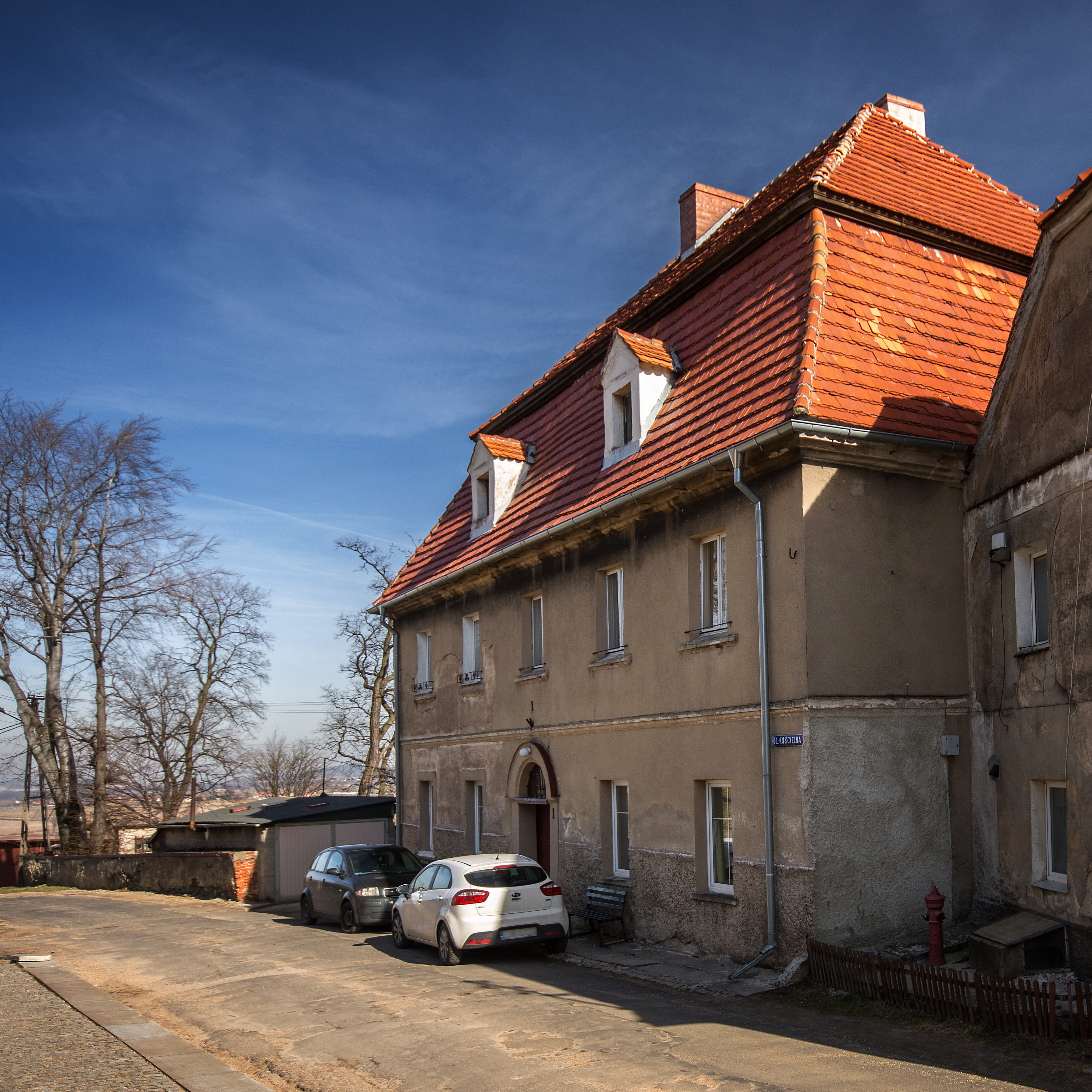
ul. Kościelna 1
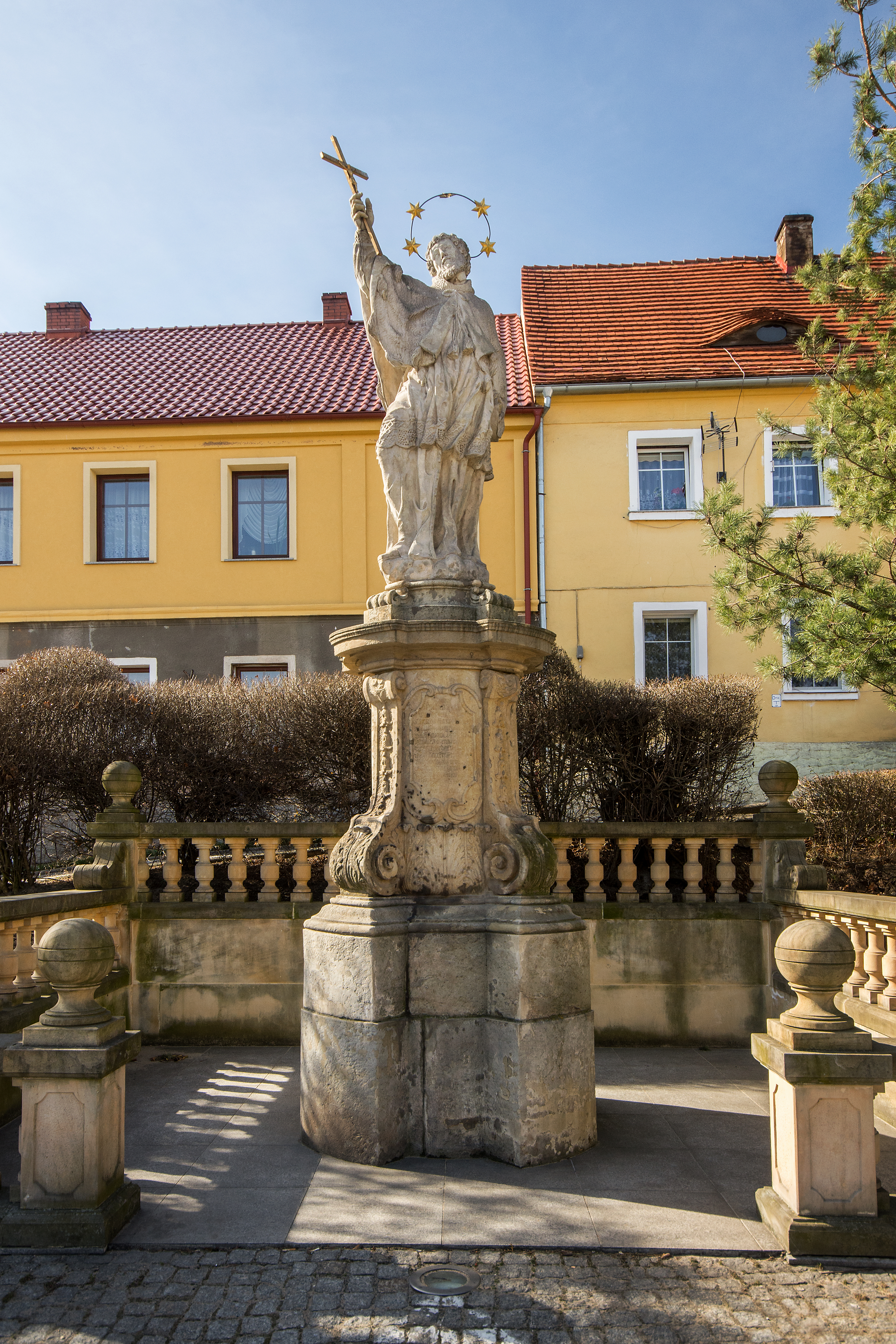
Rzeźba św. Jana Nepomucena
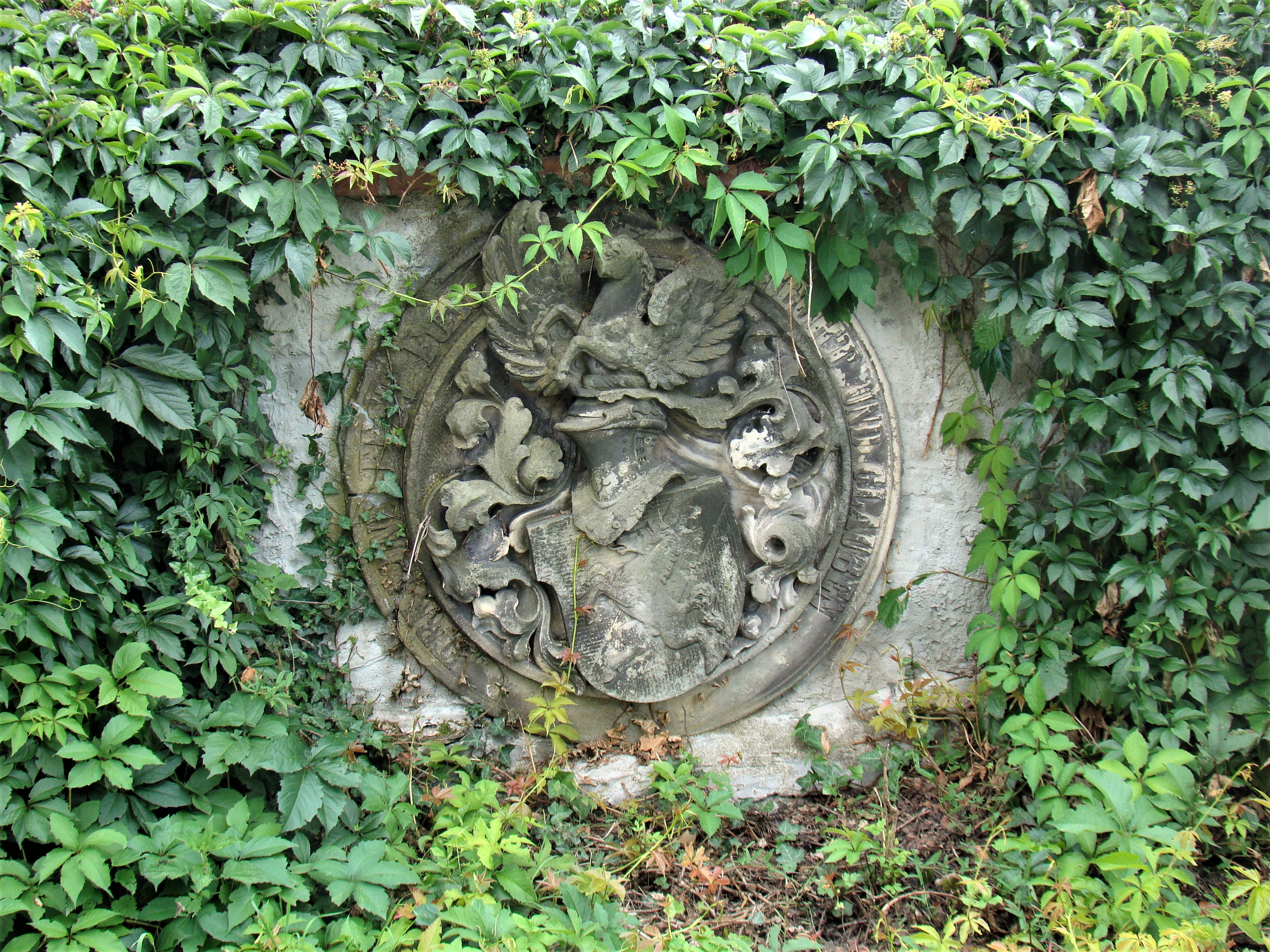
Herb von Mutius. Cmentarz kościelny
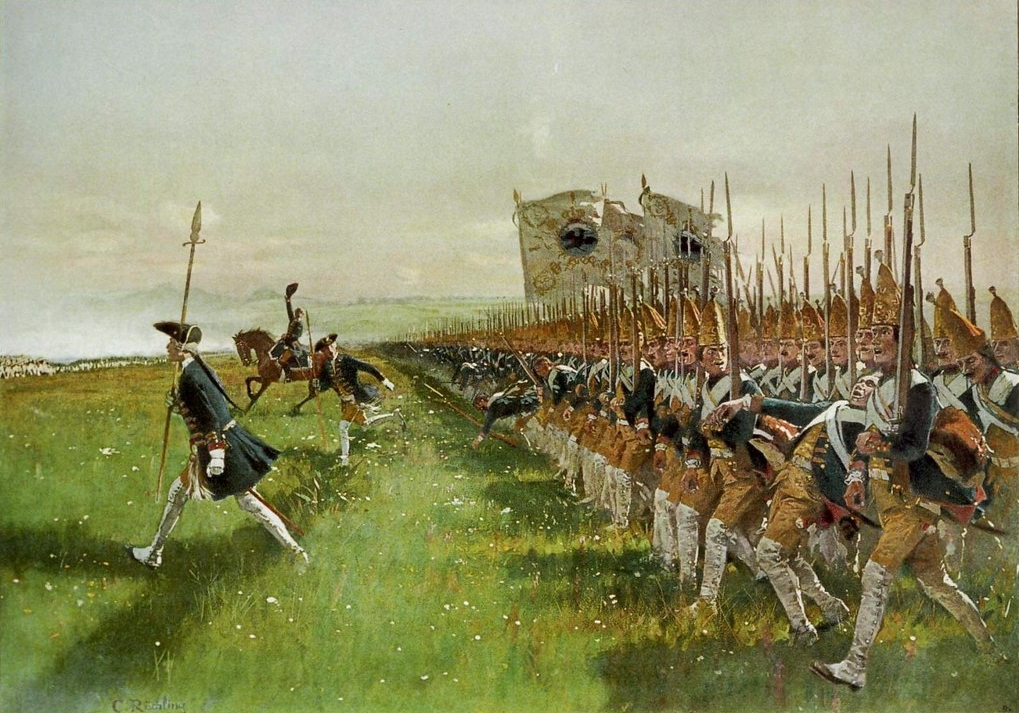
Atak pruskiej piechoty pod Dobromierzem

## Ludzie związani z Dobromierzem
- Friedrich von Seherr und Thoß(inne języki) (1789–1857) – oficer i urzędnik
- Karl von Richthofen (1832–1876) – duchowny działający w Dobromierzu[47].
- Fedor Sommer (1864–1930) – śląski pisarz i nauczyciel
- Stanisław Szozda (1950–2013) – kolarz olimpijski
- Jan Wysoczański (ur. 1949) – przedsiębiorca i samorządowiec, były burmistrz Świebodzic, senator II kadencji (1991–1993)[48][49]

## Wspólnoty wyznaniowe
Na terenie miejscowości działalność religijną prowadzi:
- Kościół rzymskokatolicki

Biskupem diecezjalnym jest bp Marek Mendyk, biskupem pomocniczym bp Adam Bałabuch, biskupem emerytem jest Ignacy Dec. Proboszczem parafii Dobromierz jest ks. Andrzej Walerowski, wikariuszem ks. Andrzej Raczycki. 
W miejscowości znajdują się dwa kościoły oraz kaplica: 
- kościół pw. św. Michala Archanioła
- kościół śś. Apostołów Piotra i Pawła
- kaplica cmentarna, ul. Kościelna